# YIQ

El espacio de color YIQ color para Y=0,5. Observe que las coordenadas I y Q están en una escala de 1 a 1.

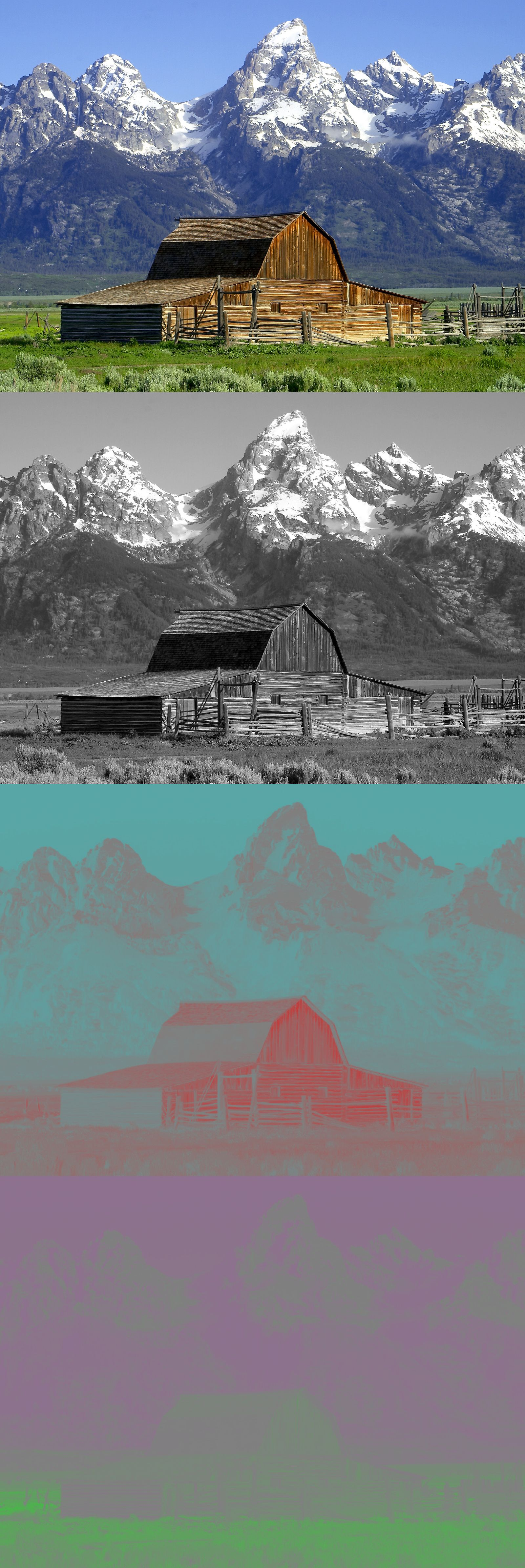
Una imagen en color con sus componentes Y (en blanco y negro), I y Q.

El modelo YIQ define un espacio de color, usado por el estándar de televisión NTSC. I significa en fase (in-phase, en inglés), mientras que Q significa cuadratura (quadrature, en inglés) y se refieren a los componentes usados en la modulación de amplitud en cuadratura. Algunas formas del estándar NTSC ahora utilizan el espacio de color YUV, que es también utilizado por otros sistemas como PAL.
El componente Y representa la información de luminancia y es el único componente utilizado por los televisores de blanco y negro. I y Q representan la información de crominancia. En YUV, los componentes U y V son las coordenadas X e Y dentro de ese espacio de color. I y Q pueden ser imaginados como un segundo par de ejes en el mismo gráfico, rotados en 33º; por lo tanto, IQ y UV representan diferentes sistemas de coordenadas en el mismo plano. De sus siglas, el componente I transmite un rango del naranja al azul y Q del púrpura al verde.
El sistema YIQ está destinado a aprovechar las características de la respuesta humana al color. El ojo humano es más sensible a los cambios en el rango naranja-azul (equivalente a I) que en el rango púrpura-verde (Q), así se requiere menos ancho de banda para Q que para I. La transmisión en NTSC limita el ancho de banda de la señal I a 1,5 MHz y el de Q en 0,5 MHz. Las señales I y Q son entrelazadas en frecuencia dentro de la señal Y de 4 MHz, lo cual mantiene el ancho de banda total por debajo de 4,2 MHz. En los sistemas que usan el espacio de color YUV, dado que U y V contienen información del rango naranja-azul, a ambos componentes se les debe dar la misma cantidad de ancho de banda para conseguir la misma fidelidad de color.
Muy pocos televisores realizan decodificación I-Q, debido a los grandes costes de la implementación. Comparado con la decodificación de las señales R-Y y B-Y que requieren solo un filtro, las señales I y Q requieren filtros diferentes para satisfacer sus diferentes anchos de banda. 

## Procesamiento de la imagen
La representación YIQ se emplea a veces en transformaciones de procesamiento digital de imágenes en color, como la ecualización del histograma. Si es aplicada esta transformación directamente a los canales RGB de una imagen, se produce un falseamiento del color, a diferencia de lo que ocurre al aplicarlo al canal Y del espacio de color YIQ de la imagen, lo cual sólo normaliza sus niveles de brillo.

## Fórmulas de transformación
Los sistemas de ecuaciones que se detallan más adelante, en su forma matricial, se usan para hacer conversiones de manera aproximada entre el modelo de color RGB y el espacio YIQ en una versión muy popular, no aprobada por la Comisión Federal de Comunicaciones de Estados Unidos, de la norma de televisión NTSC. Previamente, se establece para ellas, que los niveles de las señales de colores primarios {\displaystyle \scriptstyle R}, {\displaystyle \scriptstyle G}, {\displaystyle \scriptstyle B} y la señal de luma {\displaystyle \scriptstyle Y} están entre en el rango de valores [0,1]; {\displaystyle \scriptstyle I} se halla en el intervalo [-0.5957, 0.5957] y {\displaystyle \scriptstyle Q} está en el rango [-0.5226, 0.5226].

### De RGB a YIQ
{\displaystyle {\begin{bmatrix}Y\\I\\Q\end{bmatrix}}={\begin{bmatrix}0,299&0,587&0,114\\0,595716&-0,274453&-0,321263\\0,211456&-0,522591&0,311135\end{bmatrix}}{\begin{bmatrix}R\\G\\B\end{bmatrix}}}

### De YIQ a RGB
{\displaystyle {\begin{bmatrix}R\\G\\B\end{bmatrix}}={\begin{bmatrix}1&0,9563&0,6210\\1&-0,2721&-0,6474\\1&-1,1070&1,7046\end{bmatrix}}{\begin{bmatrix}Y\\I\\Q\end{bmatrix}}}

### NTSC para Estados Unidos
En la versión de NTSC aprobada por la Comisión Federal de Comunicaciones, existen algunos cambios ligeros en las ecuaciones, como se detalla seguidamente:
{\displaystyle \left\{{\begin{array}{ccr}Y&=&0,30R+0,59G+0,11B\\I&=&-0,27(B-Y)+0,74(R-Y)\\Q&=&0,41(B-Y)+0,48(R-Y)\end{array}}\right.}
lo que equivale, en notación matricial a la expresión:
{\displaystyle {\begin{bmatrix}Y\\I\\Q\end{bmatrix}}={\begin{bmatrix}0,30&0,59&0,11\\0,599&-0,2773&-0,3217\\0,213&-0,5251&0,3121\end{bmatrix}}{\begin{bmatrix}R\\G\\B\end{bmatrix}}}